# Polynoe kampeni
Polynoe kampeni är en ringmaskart som beskrevs av Horst 1915. Polynoe kampeni ingår i släktet Polynoe och familjen Polynoidae. Inga underarter finns listade i Catalogue of Life.